# Aspic, détectives de l'étrange
Pour les articles homonymes, voir Aspic.
Aspic, détectives de l'étrange est une série de bande dessinée policière fantastique franco-belge mise en dessins par Jacques Lamontagne et écrite par Thierry Gloris, publiée en 2010 par Quadrants dans la collection « Boussole ». Depuis 2016, le dessinateur est remplacé par Emmanuel Despujol.
En 2021, la série est terminée.

## Description

### Résumé
Paris au XIXe siècle, Auguste Dupin, enquêteur tranquille et scientifique pointilleux, en compagnie de Flora Vernet, jeune et belle apprentie détective plutôt futée et impulsive — faisant souvent sa propre enquête seule — avec ou sans Hugo Beyle, curieux gentleman, s'aventurent entre le fantastique… et l'énigme.

### Personnages
- Auguste Dupin, enquêteur phénoménologue, sérieux et posé, s'enquiert sur l'étrange disparition de la devineresse extralucide Kathy Wuthering.
- Flora Vernet, apprentie détective privé, venait juste de sortir diplômée de l'école polytechnique et de s'installer chez son mentor Auguste Dupin avec l'accord de la gouvernante Isabeau. De nature têtue, ambitieuse et audacieuse, elle reçoit son premier client Hugo Beyle sans que ce dernier sache qu'elle est seulement stagiaire.
- Hugo Beyle, un curieux gentleman de petite taille, souhaite retrouver sa boussole à gousset en argent et, entre-temps, cache en lui un mystérieux passé.
- Isabeau, la gouvernante d'Auguste Dupin.
- Georges Nimbart, inspecteur débutant et naïf, accompagne le détective Auguste Dupin dans presque tous les lieux du crime.
- Kathy Wuthering, célèbre médium du tout-Paris souffrant de nanisme, anglaise d'origine du West Yorkshire, a disparu de chez elle.
- Youri Yelouchin, comédien au théâtre du Grand Guignol, est l'auteur d'enlèvement de Kathy Wuthering et d'assassinat de Hugo Beyle.
- Maldoror, seigneur machiavélique du clan :
  - Jacques Collin, alias Vautrin, maître des assassins et des espions ;
  - Maxime du Touchais, alias Chéri-Bibi, responsable des braquages, rapts et autres cambrioles ;
  - Ernest Loiseau, alias Le Père Colombe, tenancier général des tavernes et maisons de jeux ;
  - Johnny l'Rosbeef, coordinateur du trafic de l'opium ;
  - Eugène de Rastignac, façade aux yeux du monde politique et industrieux ;
  - Nadège Faval, maquerelle en chef.

## Postérité

### Accueil critique
Lors de la sortie du premier tome, en 2010, Gilles Ratier précise que l'album « a maintes fois été exploité dans la littérature populaire, mais l’humour des dialogues ou des situations (bourrés de clins d’œil aux maîtres narrateurs de Thierry Gloris) et l’originalité de cette enquête ésotérique du rigoriste « enquêteur phénoménologue » contraint de supporter l’enthousiasme débordant de sa jolie assistante, ravira tout amateur d’aventures classiques bien exploitées : le fantastique se mêlant, allègrement, aux intrigues du roman policier et à la comédie de mœurs ! », et Benjamin Roure souligne que c'est « un polar historico-fantastique drôle et bien mené (…) Le dosage entre enquête pointilleuse, comédie légère et événements fantastiques est parfait ».

## Publications
- 1 La Naine aux ectoplasmes, Quadrants, « Boussole », 2010
Scénario : Thierry Gloris - Dessin et couleurs : Jacques Lamontagne - (ISBN 978-2-302-00947-9)
- 2 L'Or du vice, Quadrants, « Boussole », 2011
Scénario : Thierry Gloris - Dessin et couleurs : Jacques Lamontagne - (ISBN 978-2-302-01497-8)
- 3 Deux ch'tis Indiens, Quadrants, « Boussole », 2013
Scénario : Thierry Gloris - Dessin : Jacques Lamontagne - Couleurs : Lorien Aureyre - (ISBN 978-2-302-03065-7)
- 4 Vaudeville chez les Vampires, Quadrants, « Boussole », 2015
Scénario : Thierry Gloris - Dessin : Jacques Lamontagne - Couleurs : Lorien Aureyre - (ISBN 978-2-302-04749-5)
- 5 Whodunnit à l'Opéra, Quadrants, « Boussole », 2016
Scénario : Thierry Gloris - Dessin : Emmanuel Despujol - Couleurs : Lorien Aureyre - (ISBN 978-2-302-05390-8)
- 6 Rhapsodie fantomatique, Quadrants, « Boussole », 2017
Scénario : Thierry Gloris - Dessin : Emmanuel Despujol - Couleurs : Lorien Aureyre et Hélène Lenoble - (ISBN 978-2-302-06402-7)
- 7 Le Mystère de la momie blette, Quadrants, « Boussole », 2019
Scénario : Thierry Gloris - Dessin : Emmanuel Despujol - Couleurs : Hélène Lenoble - (ISBN 978-2-302-07254-1)
- 8 Trois Petits Tours et puis s'en vont, Quadrants, « Boussole », 2021
Scénario : Thierry Gloris - Dessin : Emmanuel Despujol - Couleurs : Cyril Saint-Blancat - (ISBN 978-2-302-08939-6)